# British Home Championship
Die British Home Championship (BHC) war ein von 1884 bis 1984 alljährlich ausgetragenes Fußballturnier. Teilnehmer waren die Fußballverbände aus den vier britischen Home Nations England, Schottland, Wales und Irland (ab 1950 durch FIFA-Beschluss in Nordirland umbenannt, aber bis 1976 bei den BHC weiterhin unter dem Namen Irland geführt).

## Geschichte
In den achtziger Jahren des 19. Jahrhunderts machte der Fußball im Vereinigten Königreich von Großbritannien und Irland rasante Fortschritte. Die vier Nationalmannschaften der beiden Inseln trugen regelmäßig Freundschaftsspiele gegeneinander aus, wobei jede Nationalmannschaft während eines Jahres gegen jede andere Nationalmannschaft spielte. Jeder der vier Fußballverbände hatte leicht unterschiedliche Regeln. Im Normalfall wurden die Regeln des Gastgeberverbandes benutzt. Diese Regelung funktionierte, hatte aber Nachteile. Daher trafen sich am 6. Dezember 1882 Abgesandte der vier Verbände in Manchester und legten einheitliche Regeln fest. Darüber hinaus wurde das International Football Association Board (IFAB) gegründet. Die IFAB ist bis heute für Regeländerungen zuständig. Letztendlich formalisierten die Verbände die jährlichen Freundschaftsspiele und schufen so die British Home Championship.
Am 24. Januar 1884 wurde das erste Spiel ausgetragen. Schottland, das die erste Meisterschaft für sich entscheiden konnten, schlug Irland mit 5:0 Toren. Von Anfang an wurde der Sieger der BHC als die beste Nationalmannschaft der Welt angesehen. Nachdem sich der Fußball international weiter entwickelt hatte, wurde diese Aussage zurückgenommen. Durch die Fußball-Weltmeisterschaft und die Fußball-Europameisterschaft verlor die BHC viel von ihrem Prestige. Dennoch wurde durch diese Turniere die BHC aufgewertet. Die Turniere von 1949/1950 und 1953/1954 galten gleichzeitig als Qualifikation für die Fußball-Weltmeisterschaft 1950 bzw. Fußball-Weltmeisterschaft 1954. Die Turniere 1966/1967 und 1967/1968 galten wiederum als Qualifikation zur Fußball-Europameisterschaft 1968.
Nach dem Turnier 1983/1984 wurde die BHC nicht mehr ausgetragen. Hierfür gab es mehrere Gründe. Das Turnier wurde von der Fußball-Weltmeisterschaft und der Fußball-Europameisterschaft überschattet. Sinkende Zuschauerzahlen (Ausnahme: Die Partien zwischen England und Schottland), die Zunahme von Hooligans, Terminschwierigkeiten, die Unruhen in Nordirland und nicht zuletzt der Wunsch Englands und Schottlands, mehr Spiele gegen stärkere Nationen auszutragen, führten zur Einstellung des Wettbewerbs. Das Schicksal der BHC war besiegelt, als England und Schottland 1983 ankündigten, in Zukunft nicht mehr an der BHC teilnehmen zu wollen. Ironischerweise belegten die beiden schwächeren Mannschaften, Nordirland und Wales, die ersten zwei Plätze bei der letzten Austragung. Die Trophäe steht bis heute im Hauptquartier des Nordirischen Fußballverbandes in Belfast.
In den vergangenen Jahren gab es immer wieder Vorschläge, den Wettbewerb neu aufleben zu lassen. Befürworter argumentieren mit den gestiegenen Zuschauerzahlen und dem signifikanten Rückgang der Gewalt durch Hooligans. Darüber hinaus halten viele Befürworter eine innerbritische Meisterschaft für sportlich wertvoller als wertlose Freundschaftsspiele. Die Qualifikation für die Fußball-Weltmeisterschaft 2006 verstärkte das Interesse an einer Rückkehr der BHC. England, Wales und Nordirland wurden in eine Gruppe gelost. Das Gefühl der Nostalgie wurde bei der Partie zwischen Nordirland und England deutlich. Viele nordirische Fans hängten Spruchbänder auf, auf denen erinnert wird, das Nordirland amtierender „Britischer Meister“ ist.
Seit 2006 war ein Wiederaufleben der BHC im Gespräch, für das sich auch Premierminister Gordon Brown starkmachte – insbesondere, nachdem alle britischen Teams 2007 die Qualifikation zur Fußball-Europameisterschaft 2008 verpasst hatten. Wales, Schottland und Nordirland hatten, ebenfalls schon seit 2006, über einen Celtic Cup nachgedacht, falls England nicht teilnehmen wolle. Der Wettbewerb fand schließlich 2011 unter dem Namen Nations Cup statt. Statt der Engländer nahmen die Iren als viertes Team teil.

## Modus
Jedes Team spielte im Verlauf der BHC einmal gegen jedes andere Team. Somit bestritt jede Nationalmannschaft insgesamt drei Spiele. Dabei hatte man entweder einmal oder zweimal Heimrecht. Der Heimvorteil wurde jedes Jahr getauscht. Wenn England also in einem Jahr zu Hause gegen Schottland spielte, hatte Schottland im folgenden Jahr Heimvorteil.
Für einen Sieg gab es zwei Punkte, für ein Unentschieden einen Punkt. Nachdem alle Spiele ausgetragen waren, wurde die Mannschaft mit den meisten Punkten zum Sieger erklärt. Hatten zwei oder mehrere Mannschaften zum Schluss die gleiche Anzahl an Punkten, so wurde die Meisterschaft geteilt, was 13 Mal der Fall war. 1956 waren sogar alle vier Teilnehmer gemeinsam Sieger des Wettbewerbs: Jeder hatte einen Sieg auf dem Konto, worauf noch zwei unentschiedene Spiele zwischen den vier Mannschaften folgten, die danach alle auf drei Punkte kamen. Ab 1978 wurde die Tordifferenz bei Punktgleichheit herangezogen. War auch diese gleich, entschied die Anzahl der geschossenen Tore. Geteilte Meisterschaften gab es nicht mehr.

## Die Turniere im Überblick
| Saison              | Finalstände                                                                    | Finalstände                                                                    | Finalstände                                                                    | Finalstände                                                                    |
| Saison              | Sieger                                                                         | 2. Platz                                                                       | 3. Platz                                                                       | 4. Platz                                                                       |
| ------------------- | ------------------------------------------------------------------------------ | ------------------------------------------------------------------------------ | ------------------------------------------------------------------------------ | ------------------------------------------------------------------------------ |
| 1883/84 Details     | Schottland                                                                     | England                                                                        | Wales                                                                          | Irland                                                                         |
| 1884/85 Details     | Schottland                                                                     | England                                                                        | Wales                                                                          | Irland                                                                         |
| 1885/86 Details     | England Schottland                                                             |                                                                                | Wales                                                                          | Irland                                                                         |
| 1886/87 Details     | Schottland                                                                     | England                                                                        | Irland                                                                         | Wales                                                                          |
| 1887/88 Details     | England                                                                        | Schottland                                                                     | Wales                                                                          | Irland                                                                         |
| 1888/89 Details     | Schottland                                                                     | England                                                                        | Wales                                                                          | Irland                                                                         |
| 1889/90 Details     | Schottland England                                                             |                                                                                | Wales                                                                          | Irland                                                                         |
| 1890/91 Details     | England                                                                        | Schottland                                                                     | Irland                                                                         | Wales                                                                          |
| 1891/92 Details     | Schottland                                                                     | England                                                                        | Irland Wales                                                                   |                                                                                |
| 1892/93 Details     | England                                                                        | Schottland                                                                     | Irland                                                                         | Wales                                                                          |
| 1893/94 Details     | Schottland                                                                     | England                                                                        | Wales                                                                          | Irland                                                                         |
| 1894/95 Details     | England                                                                        | Wales Schottland                                                               |                                                                                | Irland                                                                         |
| 1895/96 Details     | Schottland                                                                     | England                                                                        | Wales                                                                          | Irland                                                                         |
| 1896/97 Details     | Schottland                                                                     | England                                                                        | Irland                                                                         | Wales                                                                          |
| 1897/98 Details     | England                                                                        | Schottland                                                                     | Irland                                                                         | Wales                                                                          |
| 1898/99 Details     | England                                                                        | Schottland                                                                     | Irland                                                                         | Wales                                                                          |
| 1899/00 Details     | Schottland                                                                     | Wales                                                                          | England                                                                        | Irland                                                                         |
| 1900/01 Details     | England                                                                        | Schottland                                                                     | Wales                                                                          | Irland                                                                         |
| 1901/02 Details     | Schottland                                                                     | England                                                                        | Irland                                                                         | Wales                                                                          |
| 1902/03 Details     | England Irland Schottland                                                      |                                                                                |                                                                                | Wales                                                                          |
| 1903/04 Details     | England                                                                        | Irland                                                                         | Wales                                                                          | Schottland                                                                     |
| 1904/05 Details     | England                                                                        | Wales                                                                          | Schottland Irland                                                              |                                                                                |
| 1905/06 Details     | England Schottland                                                             |                                                                                | Wales                                                                          | Irland                                                                         |
| 1906/07 Details     | Wales                                                                          | England                                                                        | Schottland                                                                     | Irland                                                                         |
| 1907/08 Details     | Schottland England                                                             |                                                                                | Irland                                                                         | Wales                                                                          |
| 1908/09 Details     | England                                                                        | Wales                                                                          | Schottland                                                                     | Irland                                                                         |
| 1909/10 Details     | Schottland                                                                     | England                                                                        | Irland                                                                         | Wales                                                                          |
| 1910/11 Details     | England                                                                        | Schottland                                                                     | Wales                                                                          | Irland                                                                         |
| 1911/12 Details     | England Schottland                                                             |                                                                                | Irland                                                                         | Wales                                                                          |
| 1912/13 Details     | England                                                                        | Schottland Wales                                                               |                                                                                | Irland                                                                         |
| 1913/14 Details     | Irland                                                                         | Schottland                                                                     | England                                                                        | Wales                                                                          |
| 1914/15 bis 1918/19 | Unterbrechung wegen des Ersten Weltkriegs                                      | Unterbrechung wegen des Ersten Weltkriegs                                      | Unterbrechung wegen des Ersten Weltkriegs                                      | Unterbrechung wegen des Ersten Weltkriegs                                      |
| 1919/20 Details     | Wales                                                                          | Schottland England                                                             |                                                                                | Irland                                                                         |
| 1920/21 Details     | Schottland                                                                     | Wales England                                                                  |                                                                                | Irland                                                                         |
| 1921/22 Details     | Schottland                                                                     | England Wales                                                                  |                                                                                | Irland                                                                         |
| 1922/23 Details     | Schottland                                                                     | England                                                                        | Irland                                                                         | Wales                                                                          |
| 1923/24 Details     | Wales                                                                          | Schottland                                                                     | Irland                                                                         | England                                                                        |
| 1924/25 Details     | Schottland                                                                     | England                                                                        | Wales Irland                                                                   |                                                                                |
| 1925/26 Details     | Schottland                                                                     | Irland                                                                         | Wales                                                                          | England                                                                        |
| 1926/27 Details     | Schottland England                                                             |                                                                                | Irland Wales                                                                   |                                                                                |
| 1927/28 Details     | Wales                                                                          | Irland                                                                         | Schottland                                                                     | England                                                                        |
| 1928/29 Details     | Schottland                                                                     | England                                                                        | Wales Irland                                                                   |                                                                                |
| 1929/30 Details     | England                                                                        | Schottland                                                                     | Irland                                                                         | Wales                                                                          |
| 1930/31 Details     | Schottland England                                                             |                                                                                | Wales                                                                          | Irland                                                                         |
| 1931/32 Details     | England                                                                        | Schottland                                                                     | Irland                                                                         | Wales                                                                          |
| 1932/33 Details     | Wales                                                                          | Schottland                                                                     | England                                                                        | Irland                                                                         |
| 1933/34 Details     | Wales                                                                          | England                                                                        | Irland                                                                         | Schottland                                                                     |
| 1934/35 Details     | England Schottland                                                             |                                                                                | Irland Wales                                                                   |                                                                                |
| 1935/36 Details     | Schottland                                                                     | England Wales                                                                  |                                                                                | Irland                                                                         |
| 1936/37 Details     | Wales                                                                          | Schottland                                                                     | England                                                                        | Irland                                                                         |
| 1937/38 Details     | England                                                                        | Schottland Irland                                                              |                                                                                | Wales                                                                          |
| 1938/39 Details     | England Schottland Wales                                                       |                                                                                |                                                                                | Irland                                                                         |
| 1939/40 bis 1945/46 | Unterbrechung wegen des Zweiten Weltkriegs                                     | Unterbrechung wegen des Zweiten Weltkriegs                                     | Unterbrechung wegen des Zweiten Weltkriegs                                     | Unterbrechung wegen des Zweiten Weltkriegs                                     |
| 1946/47 Details     | England                                                                        | Irland                                                                         | Wales Schottland                                                               |                                                                                |
| 1947/48 Details     | England                                                                        | Wales                                                                          | Irland                                                                         | Schottland                                                                     |
| 1948/49 Details     | Schottland                                                                     | England                                                                        | Wales                                                                          | Irland                                                                         |
| 1949/50 Details     | England                                                                        | Schottland                                                                     | Wales Irland                                                                   |                                                                                |
| 1950/51 Details     | Schottland                                                                     | England                                                                        | Wales                                                                          | Irland                                                                         |
| 1951/52 Details     | Wales England                                                                  |                                                                                | Schottland                                                                     | Irland                                                                         |
| 1952/53 Details     | England Schottland                                                             |                                                                                | Irland Wales                                                                   |                                                                                |
| 1953/54 Details     | England                                                                        | Schottland                                                                     | Irland                                                                         | Wales                                                                          |
| 1954/55 Details     | England                                                                        | Schottland                                                                     | Wales                                                                          | Irland                                                                         |
| 1955/56 Details     | England Schottland Wales Irland                                                |                                                                                |                                                                                |                                                                                |
| 1956/57 Details     | England                                                                        | Schottland                                                                     | Wales Irland                                                                   |                                                                                |
| 1957/58 Details     | England Irland                                                                 |                                                                                | Schottland Wales                                                               |                                                                                |
| 1958/59 Details     | Irland England                                                                 |                                                                                | Schottland                                                                     | Wales                                                                          |
| 1959/60 Details     | Schottland England Wales                                                       |                                                                                |                                                                                | Irland                                                                         |
| 1960/61 Details     | England                                                                        | Wales                                                                          | Schottland                                                                     | Irland                                                                         |
| 1961/62 Details     | Schottland                                                                     | Wales                                                                          | England                                                                        | Irland                                                                         |
| 1962/63 Details     | Schottland                                                                     | England                                                                        | Wales                                                                          | Irland                                                                         |
| 1963/64 Details     | England Schottland Irland                                                      |                                                                                |                                                                                | Wales                                                                          |
| 1964/65 Details     | England                                                                        | Wales                                                                          | Schottland                                                                     | Irland                                                                         |
| 1965/66 Details     | England                                                                        | Irland                                                                         | Schottland                                                                     | Wales                                                                          |
| 1966/67 Details     | Schottland                                                                     | England                                                                        | Wales                                                                          | Irland                                                                         |
| 1967/68 Details     | England                                                                        | Schottland                                                                     | Wales                                                                          | Irland                                                                         |
| 1968/69 Details     | England                                                                        | Schottland                                                                     | Irland                                                                         | Wales                                                                          |
| 1969/70 Details     | England                                                                        | Schottland                                                                     | Wales                                                                          | Irland                                                                         |
| 1970/71 Details     | England                                                                        | Irland                                                                         | Wales                                                                          | Schottland                                                                     |
| 1971/72 Details     | England                                                                        | Schottland                                                                     | Irland                                                                         | Wales                                                                          |
| 1972/73 Details     | England                                                                        | Irland                                                                         | Schottland                                                                     | Wales                                                                          |
| 1973/74 Details     | Schottland England                                                             |                                                                                | Irland                                                                         | Wales                                                                          |
| 1974/75 Details     | England                                                                        | Schottland                                                                     | Irland Wales                                                                   |                                                                                |
| 1975/76 Details     | Schottland                                                                     | England                                                                        | Wales                                                                          | Irland                                                                         |
| 1976/77 Details     | Schottland                                                                     | Wales                                                                          | England                                                                        | Nordirland                                                                     |
| 1977/78 Details     | England                                                                        | Wales                                                                          | Schottland                                                                     | Nordirland                                                                     |
| 1978/79 Details     | England                                                                        | Wales                                                                          | Schottland                                                                     | Nordirland                                                                     |
| 1979/80 Details     | Nordirland                                                                     | England                                                                        | Wales                                                                          | Schottland                                                                     |
| 1980/81 Details     | Aufgrund von Unruhen im Zusammenhang mit dem Nordirlandkonflikt nicht beendet. | Aufgrund von Unruhen im Zusammenhang mit dem Nordirlandkonflikt nicht beendet. | Aufgrund von Unruhen im Zusammenhang mit dem Nordirlandkonflikt nicht beendet. | Aufgrund von Unruhen im Zusammenhang mit dem Nordirlandkonflikt nicht beendet. |
| 1981/82 Details     | England                                                                        | Schottland                                                                     | Wales                                                                          | Nordirland                                                                     |
| 1982/83 Details     | England                                                                        | Schottland                                                                     | Nordirland                                                                     | Wales                                                                          |
| 1983/84 Details     | Nordirland                                                                     | Wales                                                                          | England                                                                        | Schottland                                                                     |

### Rangliste
| Rang | Land                                                         | ∑ Titel | geteilte | Jahre |
| ---- | ------------------------------------------------------------ | ------- | -------- | --- |
| 1    | England                                                      | 54      | 20       | 1886, 1888, 1890, 1891, 1892, 1893, 1895, 1898, 1899, 1901, 1903, 1904, 1905, 1906, 1908, 1909, 1911, 1912, 1913, 1927, 1930, 1931, 1932, 1935, 1938, 1939, 1947, 1948, 1950, 1952, 1953, 1954, 1955, 1956, 1957, 1958, 1959, 1960, 1961, 1964, 1965, 1966, 1968, 1969, 1970, 1971, 1972, 1973, 1974, 1975, 1978, 1979, 1982, 1983 |
| 2    | Schottland                                                   | 41      | 17       | 1884, 1885, 1886, 1887, 1889, 1890, 1894, 1896, 1897, 1900, 1902, 1903, 1906, 1908, 1910, 1912, 1921, 1922, 1923, 1925, 1926, 1927, 1929, 1931, 1935, 1936, 1939, 1949, 1951, 1953, 1956, 1960, 1962, 1963, 1964, 1967, 1970, 1972, 1974, 1976, 1977                                                                               |
| 3    | Wales                                                        | 12      | 5        | 1907, 1920, 1924, 1928, 1933, 1934, 1937, 1939, 1952, 1956, 1960, 1970 |
| 4    | Irland (bis 1950 bzw. 1976) Nordirland (seit 1950 bzw. 1976) | 8       | 5        | 1903, 1914, 1956, 1958, 1959, 1964, 1980, 1984 |

kursiv: geteilte Titel

## Besondere Ereignisse

### 1902: Die Ibrox-Tragödie
Am 5. April 1902 spielte Schottland gegen England im Ibrox Park (heute: Ibrox Stadium) in Glasgow. Während der ersten Halbzeit kollabierte ein Teil des überfüllten Oberranges der Westtribüne. 26 Menschen starben, über 500 Menschen wurden verletzt. Das Spiel wurde zunächst unterbrochen, später aber fortgesetzt. Im Anschluss wurde das Spiel annulliert und im Villa Park in Birmingham wiederholt.

### 1950 und 1954: WM-Qualifikation
Das Turnier 1949/1950 galt gleichzeitig als Qualifikation für die Fußball-Weltmeisterschaft 1950 in Brasilien. Die zwei erstplatzierten Mannschaften der BHC waren für das WM-Turnier qualifiziert. England und Schottland standen vor dem letzten Spieltag bereits als WM-Teilnehmer fest. Der Schottische Verband erklärt jedoch, dass man nur als „Britischer Meister“ zur Weltmeisterschaft fahren würde. Am 15. April 1950 kam es zum Showdown zwischen England und Schottland. Roy Bentley vom FC Chelsea erzielte den Siegtreffer für England. Bentley ist heute noch in Schottland als „Der Mann, der Schottland Rio raubte“ bekannt. Schottland verzichtete auf die Teilnahme an der WM 1950.
Auch das Turnier 1953/1954 diente zugleich als Qualifikation für die Fußball-Weltmeisterschaft 1954 in der Schweiz. Erneut qualifizierten sich England und Schottland.

### 1967: Schottland wird „inoffizieller Weltmeister“
Die BHC 1966/1967 war die erste nach Englands Sieg bei der Fußball-Weltmeisterschaft 1966. Weltmeister England ging als Favorit in das Turnier, dessen Ausgang am Ende vom letzten Spiel abhing. Am 15. April 1967 trafen England und Schottland im Wembley-Stadion aufeinander. England hätte ein Unentschieden gereicht, aber Schottland schlug den amtierenden Weltmeister mit 3:2. Nach dem Spiel stürmten schottische Fans auf das Spielfeld. Die Schotten sahen sich nun als legitimen Weltmeister, weil sie den Sieger des WM-Finales geschlagen hatten. Diese Auffassung wurde später von den Medien aufgenommen und als „Inoffizielle Fußballweltmeisterschaft“ weiter verfolgt.

### 1977: Wembley wird gestürmt
Zehn Jahre später hing der Ausgang der BHC wieder vom Spiel zwischen England und Schottland ab. Am 4. Juni 1977 gelang Schottland der entscheidende 2:1-Auswärtssieg im Wembleystadion. Schottische Fans stürmten den Rasen, rissen Erinnerungsstücke heraus und zerteilten eine Torlatte.

### 1981: Die abgebrochene Meisterschaft
Durch die ständigen Unruhen in Nordirland musste das nordirische Team viele Heimspiele in Liverpool (England) oder Glasgow (Schottland) austragen. Die BHC 1980/1981 wurde komplett im Mai 1981 gespielt, als die Unruhen ihren Höhepunkt erreichten. Nordirlands Heimspiele gegen England und Wales wurden jedoch nicht verlegt. Da sich diese aber weigerten, in Belfast anzutreten, wurde der Wettbewerb annulliert.